# Harmonický oscilátor

Příkladem harmonického oscilátoru je (idealizované) závaží houpající se na pružině

Harmonický oscilátor je v klasické fyzice model systému, který disponuje určitou energií, nachází se v blízkosti svého rovnovážného stavu a působí na něj síla, která se ho snaží vrátit do rovnovážného stavu a jejíž velikost je tím větší, čím více se systém rovnovážnému stavu vzdálí. V případě mechanického přímočarého pohybu, jako je například pohyb tělesa zavěšeného na pružině, tedy platí
{\displaystyle {\vec {F}}=-kx,}
kde F je síla, k je tuhost pružiny a x je odchylka od rovnovážné polohy. Pro jiné typy harmonických oscilátorů jsou rovnice podobné, byť s odlišnými veličinami.
V takovém systému se periodicky převádí jeden typ energie na druhý, například kinetická energie na potenciální a zpět u kyvadla anebo energie magnetického pole na elektrostatickou energii a zpět u oscilačního obvodu. Tím vznikají sinusové kmity konstantní frekvence. Jedná se o nejjednodušší model řady reálných systémů, jako jsou kyvadla, pružiny, torzní kmitání, elektronické oscilační obvody a jiné. Proto je model harmonického oscilátoru ve fyzice velmi důležitý. Jeho analogií v kvantové mechanice je kvantový harmonický oscilátor.
V řadě systémů se energie postupně snižuje, například třením nebo vyzařováním elektromagnetického pole. To odpovídá modelu zvanému tlumený harmonický oscilátor. Pokud je tlumení slabé, oscilátor se chová podobně jako netlumený, tj. osciluje, ale amplituda kmitů postupně klesá. Při silném tlumení k periodickým kmitům nedochází a systém se postupně blíží k rovnovážnému stavu, a přitom překmitne (projde rovnovážným stavem do opačné polohy) nanejvýš jednou. Čím je tlumení silnější, tím pomaleji se ustavuje rovnováha. Hranici mezi slabým a silným tlumením, kdy se systém přibližuje rovnovážné poloze nejrychleji, nazýváme kritické tlumení. Ta je důležitá z praktického hlediska, protože odpovídá např. optimálně nastaveným tlumičům dopravního prostředku.